# Sarcofago di Plotino
Il cosiddetto sarcofago di Plotino è un sarcofago romano custodito ai Musei vaticani e risalente al periodo tra il 260 e il 280.

## Storia e descrizione
Sebbene la destinazione del sarcofago a ospitare le spoglie del filosofo neoplatonico Plotino sia del tutto congetturale, il rilievo che adorna il fronte (alto 1,50 metri) è un interessante esempio del tema della dissertazione filosofica sui sarcofagi, che si diffuse nella classe senatoria romana al posto dei sarcofagi con scene di battaglia quando Gallieno privò i senatori dei comandi militari.
La fronte mostra il defunto su un trono impegnato in attività intellettuale e nell'atto di srotolare un rotulo di papiro e con una capsa ai piedi. Due figure femminili ai suoi lati si atteggiano a Muse e tra quella di sinistra e il defunto si vede una testa maschile in secondo piano a rilievo più schiacciato. Ai lati infine si vedono due filosofi barbuti che guardano simmetricamente verso l'esterno; il sarcofago proseguiva in larghezza probabilmente con altre figure, che non ci sono pervenute. Lo sfondo è costituito da un tendaggio (parapetasma) e un'ambientazione architettonica nella parte mancante, come sembrano suggerire i resti di un pilastro corinzio sulla destra.  Il lato posteriore mostra una caccia al leone (tema molto in voga, di ascendenza orientale) a basissimo rilievo e di qualità più scarsa. 
L'esecuzione è tipica dell'arte nell'età di Gallieno, con un'impostazione classica ma molto attenta al disegno ritmato, come si evince dalle linee dei panneggi e nel forte chiaroscuro di barbe e capelli. L'enfasi lineare accentua anche la perdita del volume delle figure, con un risultato molto disegnativo, e le linee orizzontali del drappeggio sullo sfondo appiattiscono lo spazio. Ciò è comunque in linea con il tema intelluttuale del sarcofago, che lascia intendere una preferenza verso l'astrazione simbolica, piuttosto che nella rappresentazione naturalistica, come propugnava anche la scuola neoplatonica diffusa corte e nei circoli colti di Roma.